# Aegialomys xanthaeolus
Aegialomys xanthaeolus är en gnagare i familjen hamsterartade gnagare som förekommer i nordvästra Sydamerika. Den listades tidigare i släktet risråttor.
Arten kännetecknas av lång och tät päls som dok är kortare än hos Aegialomys galapagoensis. På ovansidan är pälsfärgen gråbrun till gulgrå och det finns en tydlig räns mot den ljusare undersidan. Några populationer har en krämfärgad till vit fläck på bröstet. Vid svansen är undersidan mer eller mindre ljusare än ovansidan. Den är längre än huvud och bål tillsammans. Bakfötternas klor är täckta av hårtofsar.
Utbredningsområdet sträcker sig från norra Ecuador till södra Peru. Arten lever i kulliga områden och i Anderna mellan 500 och 1800 meter över havet. Individerna lever i torra skogar, i halvöknar och i öppna landskap med gräs och buskar som kännetecknas av väder med mycket dimma.
Aegialomys xanthaeolus är nattaktiv och vistas främst på marken. Individerna lever främst ensam.
För beståndet är inga hot kända och hela populationen anses vara stabil. IUCN listar arten som livskraftig (LC).